# 穆奇卡普斯基
穆奇卡普斯基（羅馬化：Muchkapskiy）是俄罗斯坦波夫州的市级镇，为该州穆奇卡普斯基区行政中心及规模最大聚居地，也是该区唯一的一座市级镇。地处坦波夫州东南部，位于顿河流域霍皮奥尔河一支流沃罗纳河畔，州府坦波夫东南方，东距坦波夫州与萨拉托夫州的州界约14公里。镇内设有铁路车站穆奇卡普站。
该地2022年人口有6,026人；2010年人口7,080；2002年人口8,050；1989年人口8,604。